# Guanare
Guanare è una città del Venezuela, capitale della regione Portuguesa.
Fondata nel 1591, ha 192.644 abitanti (censimento 2011) e si trova al centro di una ricca zona agricola. Inoltre si trova circondata da un'area (Los llanos occidentali) con notevole allevamento di bestiame, ed ha alcune industrie della carne collegate a questa attività.
La città è nota per essere situata non lontano dal luogo dove, nel 1651, apparve la Vergine di Coromoto (Virgen de Coromoto), patrona del Venezuela e venerata in tutta la zona dei Caraibi di lingua spagnola. Per tale motivo il motto di Guanare è: Capitale spirituale del Venezuela.
Attualmente è sede di una sezione dell'"Universidad de los Llanos Ezequiel Zamora".

## Collettività italiana
Negli anni cinquanta si insediarono nell'area agricola della città alcune migliaia di italiani, emigrati nel secondo dopoguerra in una zona a programmazione agricola statale (chiamata "Colonia Turen"). Molti di loro hanno attualmente fiorenti aziende agricole intorno a Guanare.
Nel censimento del 1961 vi erano a Guanare 2.652 italiani (circa il 10% della popolazione).